# Municipio Valle de Guadalupe
Koordinaten: 21° 0′ N, 102° 37′ W
Valle de Guadalupe ist ein Municipio im mexikanischen Bundesstaat Jalisco in der Región Altos Sur. Das Municipio hatte beim Zensus 2010 6.705 Einwohner; die Fläche des Municipios beträgt 353,2 km².
Größter Ort im Municipio und Verwaltungssitz ist das gleichnamige Valle de Guadalupe. Vier weitere Orte haben zumindest 100 Einwohnern: La Providencia, Puerta de Macías, Cañada Grande und El Rosario. Das Municipio umfasst insgesamt 86 Ortschaften.
Das Municipio San Gabriel grenzt an die Municipios Cañadas de Obregón, Jalostotitlán, San Miguel el Alto, Tepatitlán de Morelos und Yahualica de González Gallo.
Das Municipio liegt auf durchschnittlich etwa 1800 m Höhe. Etwa je ein Drittel der Gemeindefläche ist bewaldet bzw. wird landwirtschaftlich genutzt. 23 % sind Weidefläche.